# Bacteria abnormis
Bacteria abnormis är en insektsart som först beskrevs av Brunner von Wattenwyl 1907.  Bacteria abnormis ingår i släktet Bacteria och familjen Diapheromeridae. Inga underarter finns listade.